# The Last Song (canção de X Japan)
"The Last Song" é o décimo sexto single do grupo musical japonês X Japan, gravado em 1998 e lançado logo após o fim da banda. Como o nome sugere, foi a última canção da banda, até a volta da mesma em 2007, quando lançou o single "I.V.". O CD continha a canção, seu vídeo ao vivo filmado durante o The Last Live (último show da banda), um texto sobre o fim da banda e a discografia completa.
A capa mostra Yoshiki (compositor e escritor da canção, pianista, baterista e líder da banda) abraçando Toshi (vocalista cuja saída da banda foi a causa do seu fim).[carece de fontes?]
O single alcançou o número 8 nas paradas da Oricon e ficou nas paradas por 9 semanas.

## Faixas
1. "The Last Song" - 11:26